# Linka 6 (metro v Madridu)
Linka 6 je okružní linka madridského metra, která propojuje ostatní linky a zároveň umožňuje přepravu v tangenciálním směru. Na lince se nachází 28 stanic a délka linky činí 23,472 km. Tratě jsou vybudovány jako širokoprofilové a nástupiště mají délku 115 m. Jedná se o starší ze dvou okružních linek v síti metra, první úsek linky byl otevřen v roce 1979, k poslednímu rozšíření došlo v roce 1995 a nejnovější stanice Arganzuela – Planetario byla otevřena v roce 2007. Linka 6 patří k nejvytíženějším v Madridu.
V listopadu 2024 bylo oznámeno, že od roku 2027 budou na lince provozovány plně automatické soupravy od výrobce CAF, první dodávka má čítat 40 souprav.

## Poloha

Plán stanic linky

Linka pochází následujícími městskými obvody Madridu:
- Latina
- Carabanchel
- Usera
- Arganzuela
- Retiro
- Salamanca
- Chamartín
- Tetuán
- Chamberí
- Moncloa – Aravaca
- Centro

## Historie
První úsek mezi stanicemi Pacífico a Cuatro Caminos byl slavnostně otevřen 11. října 1979 za přítomnosti španělského krále Juana Carlose I. a madridského starosty Luise María Huete. Stalo se tak při příležitosti 60. výročí otevření prvního úseku madridského metra (linky 1) královým dědečkem Alfonsem XIII. v roce 1919. Podle původních plánů se měla okružní linka uzavřít přes stanici Méndez Álvaro, ulice Embajadores, Ronda de Toledo, Gran Vía de San Francisco, Bailén poblíž Královský palác (Madrid) na Plaza de España, po ulici Princesa, pod náměstím Plaza de Moncloa a ulicemi Avenida de los Reyes Católicos a Paseo de San Francisco de Sales zpět na Cuatro Caminos.
Nakonec bylo zvoleno jiné vedení, 7. května 1981 byla linka prodloužena ze stanice Pacífico do stanice Oporto, následně 1. června 1983 ze stanice Oporto do stanice Laguna, kde bylo zřízeno i depo. 13. ledna 1987 došlo k prodloužení ze stanice Cuatro Caminos do stanice Ciudad Universitaria a metro tak mohlo obsloužit přiléhající kampus.
K definitivnímu propojení stanic Laguna a Ciudad Universitaria a tím pádem uzavření okružní linky došlo 10. května 1995. Poslední otevřenou stanicí se stala 26. ledna 2007 Arganzuela – Planetario mezi již existujícími stanicemi Legazpi a Méndez Álvaro. 12. ledna 2009 při vjezdu do stanice Moncloa vykolejil vlak řady 9000 a kvůli tomu byl zakázán na lince provoz těchto vozů výrobce Ansaldo Breda.

## Provoz

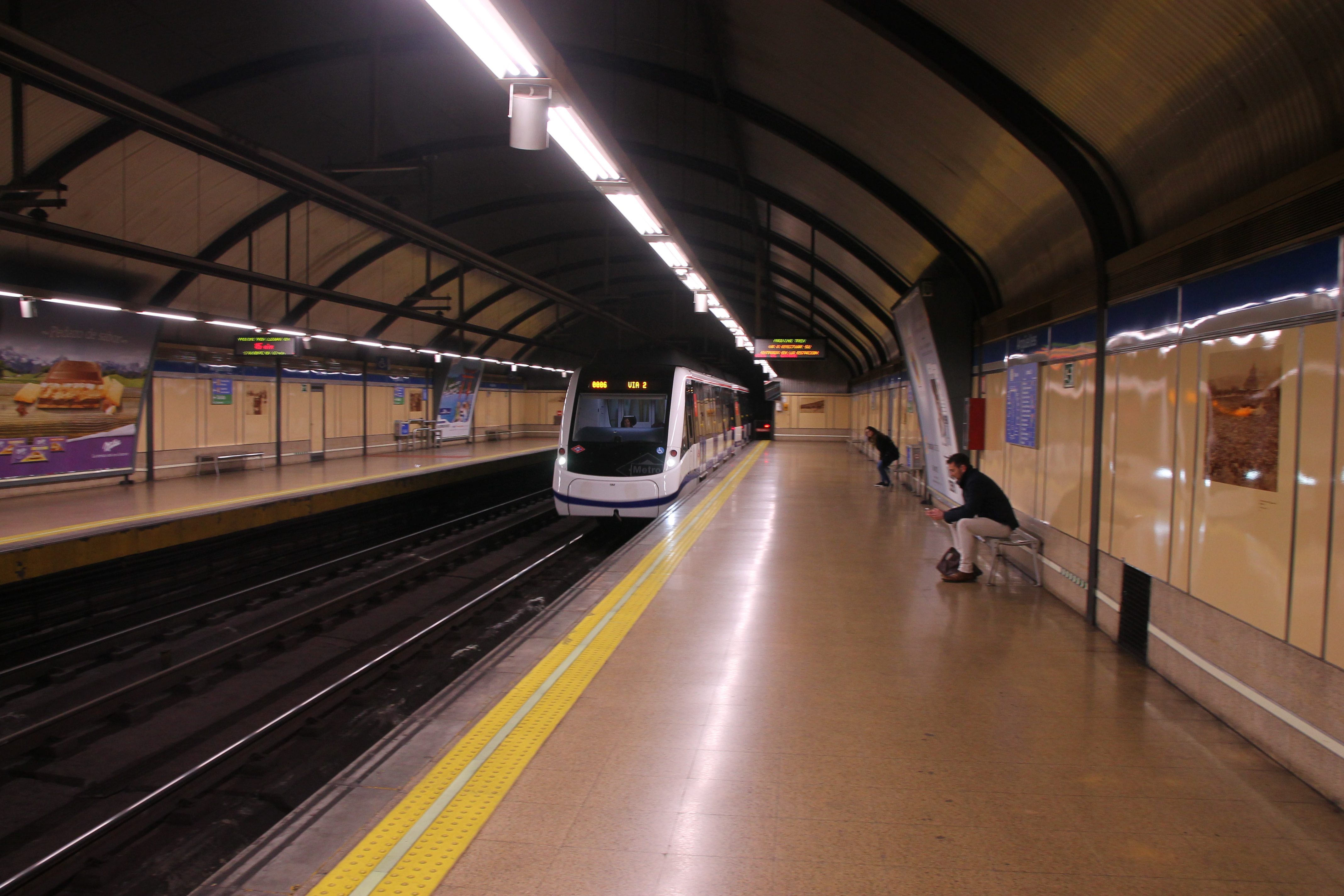
Souprava řady 8400 ve stanici Argüelles

Linka se kříží dvakrát se všemi linkami metra (1, 2, 5, 7, 9, 10), s výjimkou linek 3 a 4 (s těmi se kříží třikrát) a linek 8, 11 a R – s těmi se kříží jednou, což je dáno tím, že tyto linky na okružní lince končí. S další okružní linkou 12 (MetroSur) a linkami lehkého metra nemá žádnou společnou stanici. Linka je propojena s linkou 9 kolejovou spojkou u stanice Sainz de Baranda.
Společně s linkou 5 se jedná o první linku, která byla založena ve větší hloubce tak, aby se vyhnula zbytečnému převýšení. Stanice Cuatro Caminos je nejhlubší stanicí nejen na lince 6, ale i v celé síti madridského metra, její hloubka dosahuje 45 m, díky čemuž se stanice nachází ve stejné nadmořské výšce jako stanice Príncipe Pío (ta je naopak ze stanic na lince nejmělčí). Kvůli hlubokému založení jsou přestupy na další linky delší, než činí průměr v síti. Linka v síti metra patří k těm se širokým průjezdním profilem. Rozchod koleje je stejný jako v celé síti – netypických 1445 mm. Odběr proudu je realizován trolejovým vedením, pevným v celé délce linky, napětí v soustavě je 600 V ss.
Na několika stanicích je uspořádání s třemi nástupišti – dvěma po kraji a jedním ostrovním. Z vozů se pak vystupuje a nastupuje na obě strany, což má urychlit odbavení cestujících. Celá linka se nachází v tarifním pásmu A.
Na lince jsou od roku 2010 provozovány soupravy řady 8400 od španělského výrobce CAF. Během špičkového provozu jsou tyto nové soupravy doplňovány staršími soupravami řady 5000 stejného výrobce.
Linka je pokrytá mobilním telefonním signálem v úseku mezi stanicemi Príncipe Pío a Legazpi, přes stanici Avenida de América, kromě toho je pokryta signálem i stanice Oporto.

### Seznam stanic

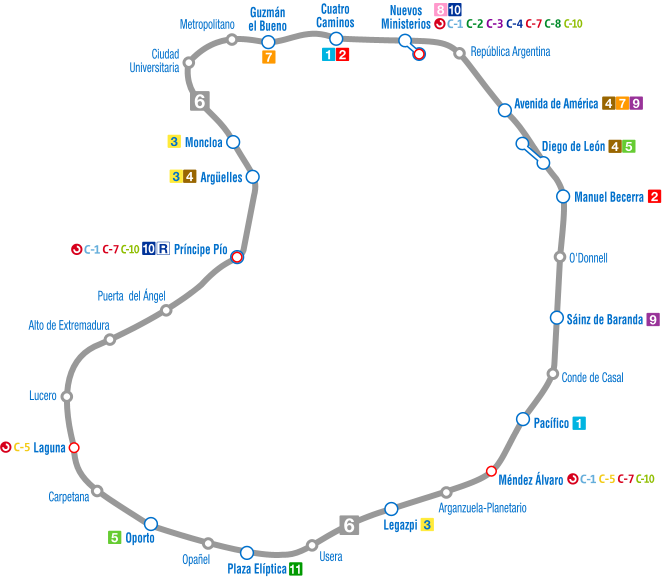
Plán linky

Linka v současnosti prochází 28 stanicemi. Průměrná vzdálenost mezi stanicemi je 838 m. Na lince se nacházejí prakticky všechny významné přestupní terminály (intercambiadory), kde je umožněn přestup mj. na železniční spoje, příměstskou či dálkovou autobusovou dopravu. Mezi tyto stanice patří Moncloa, Príncipe Pío, Plaza Elíptica, Avenida de América, Nuevos Ministerios, Laguna, a Méndez Álvaro.
- Laguna
- Carpetana
- Oporto
- Opañel
- Plaza Elíptica
- Usera
- Legazpi
- Arganzuela-Planetario
- Méndez Álvaro
- Pacífico
- Conde de Casal
- Sainz de Baranda
- O'Donnell
- Manuel Becerra
- Diego de León
- Avenida de América
- República Argentina
- Nuevos Ministerios
- Cuatro Caminos
- Guzmán el Bueno
- Vicente Aleixandre
- Ciudad Universitaria
- Moncloa
- Argüelles
- Príncipe Pío
- Puerta del Ángel
- Alto de Extremadura
- Lucero
- Laguna